# 練習機
練習機（れんしゅうき、英語: Trainer）とは、操縦士の操縦訓練に使用される航空機のことである。訓練機とも呼ばれる。
自社養成を行う航空会社や民間のフライトスクール、軍の訓練部隊などで利用される。

## 概要
航空機が登場した当初は実用機との兼用だったが、1910年頃からNieuport 10やCaudron G.3の様な専用の練習機が開発されるようになった。さらに航空機の高性能化が進むと訓練が必要な要素も増えたため、多彩な機種が開発された。それにともない実戦配備に至るまでの訓練期間も延長されている。
かつては飛行訓練では段階を追った飛行訓練ができるように、初等練習機（旧日本軍では初歩練習機とした）、基本練習機あるいは中等練習機（旧日本軍では中間練習機とした）、高等練習機と段階に合わせた機体が用意されていた。また、輸送機などの大型機（多発機とも呼ばれる）やヘリコプターの訓練にも専用の機体が用意された。現代ではパイロットの飛行適性は面接と医学診断である程度は判定できることに加え、練習機の効率的な運用も求められるようになり、初等～基本の課程は同一の機体で対応、計器飛行に対応した機体で計器飛行訓練を行った後、専用の高等練習機は使わず実機（複座機や運航中の機体への同乗訓練）やフライトシミュレータで訓練することが多くなっている。また、初等訓練課程や大型機・ヘリコプターの訓練に軍民の違いは無い事から、これらを民間のパイロットスクール等に委託し軍は戦闘機パイロットの教育に特化する国も多い。
なお、気球や飛行船は練習専用機が存在しないため、最初から実機で訓練を受ける。
未熟な訓練生でも安全に扱える操縦性、飛行特性の良さが求められるほか、軍用の練習機の場合はスピンからの回復訓練も行う必要があるため意図的にスピンに入れても回復が容易なよう良好なスピン特性も求められる。コックピットは訓練生と教官が座る関係上複座式が採用され、教官が訓練生のミスをカバーできるように機械式のリンクを有する二重操縦系統を持つ。座席配置には座席を前後に並べるタンデム配置と、左右に並べるサイド・バイ・サイド配置の2種に分けられる。
タンデム配置では教官は後ろ、訓練生は前に座る。機体中心線上での操縦となり早い段階で訓練生に自立心を持たせやすいため戦闘機パイロットの養成に向くが、欠点として教官から訓練生の操作が見えず指示がしにくい。また教官側の前方視界を確保しにくいため、現在では後部座席の位置を若干上にする『スタジアムシーティング』の採用が主流である。
サイド・バイ・サイド配置では教官は右（副操縦士席）に、訓練生は左（機長席）に座る（ヘリコプターは逆）ことが多い。訓練生の操作が教官から見え手本を見せることもできる。大型機と同じ配置であるため輸送機や旅客機のパイロット養成に使われる。欠点として操縦席が機体中心線上から外れ、訓練生はスロットルレバーを右手で操作することになるため、とくに戦闘機タイプの機体で主流の単座機やタンデム複座機とは感覚が異なる。対策としては、スロットルやプロペラピッチなどの操作を左手で行えるようあえて右側に訓練生を座らせるような設計の機種もある（SF-260など）。

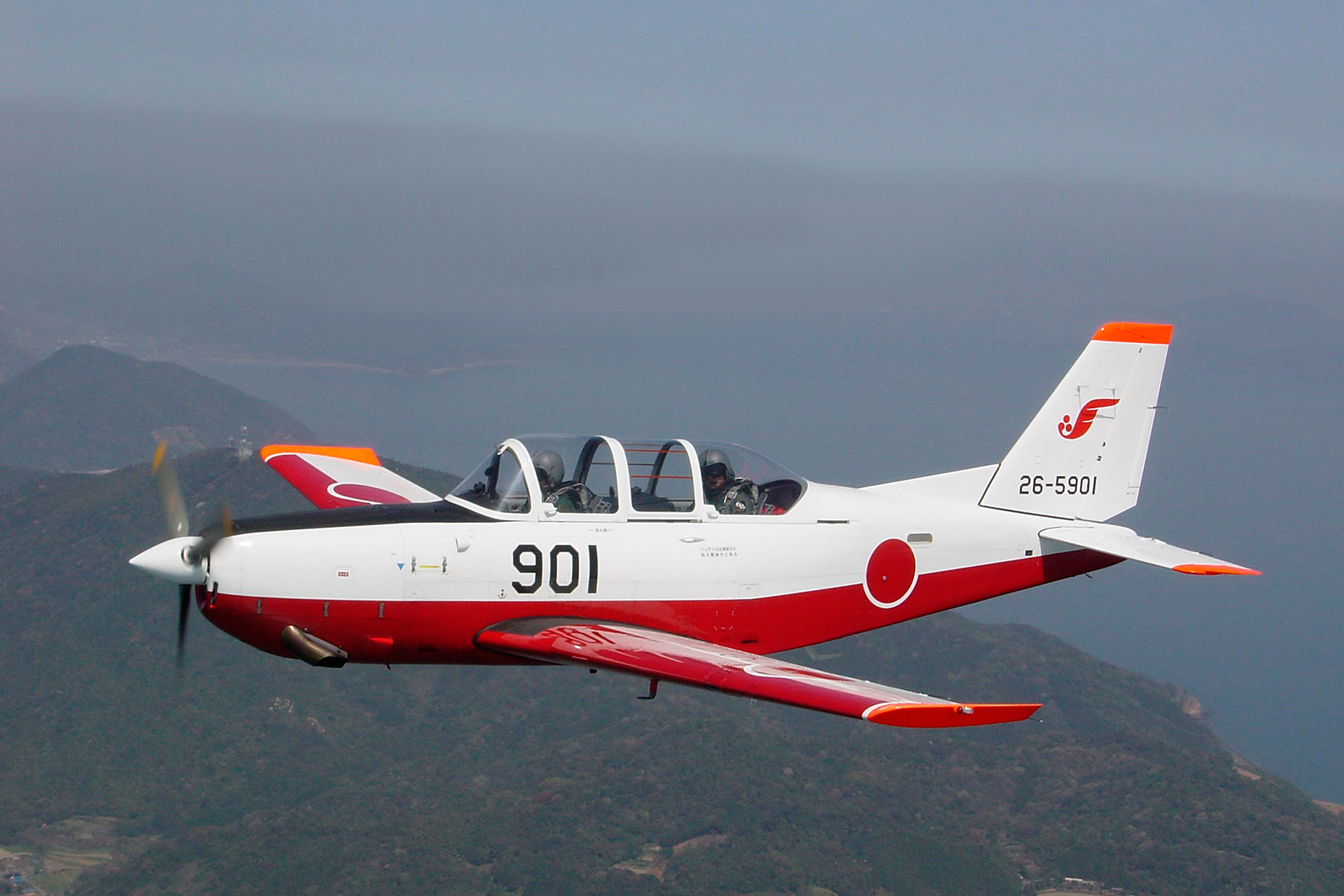
タンデム配置の例（T-7）
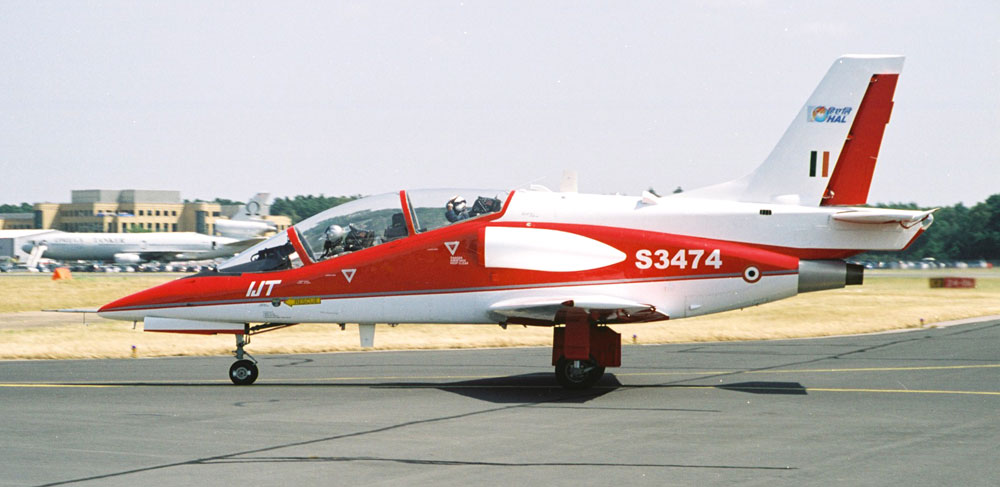
スタジアムシーティングを採用したタンデム配置の例（HJT-36）
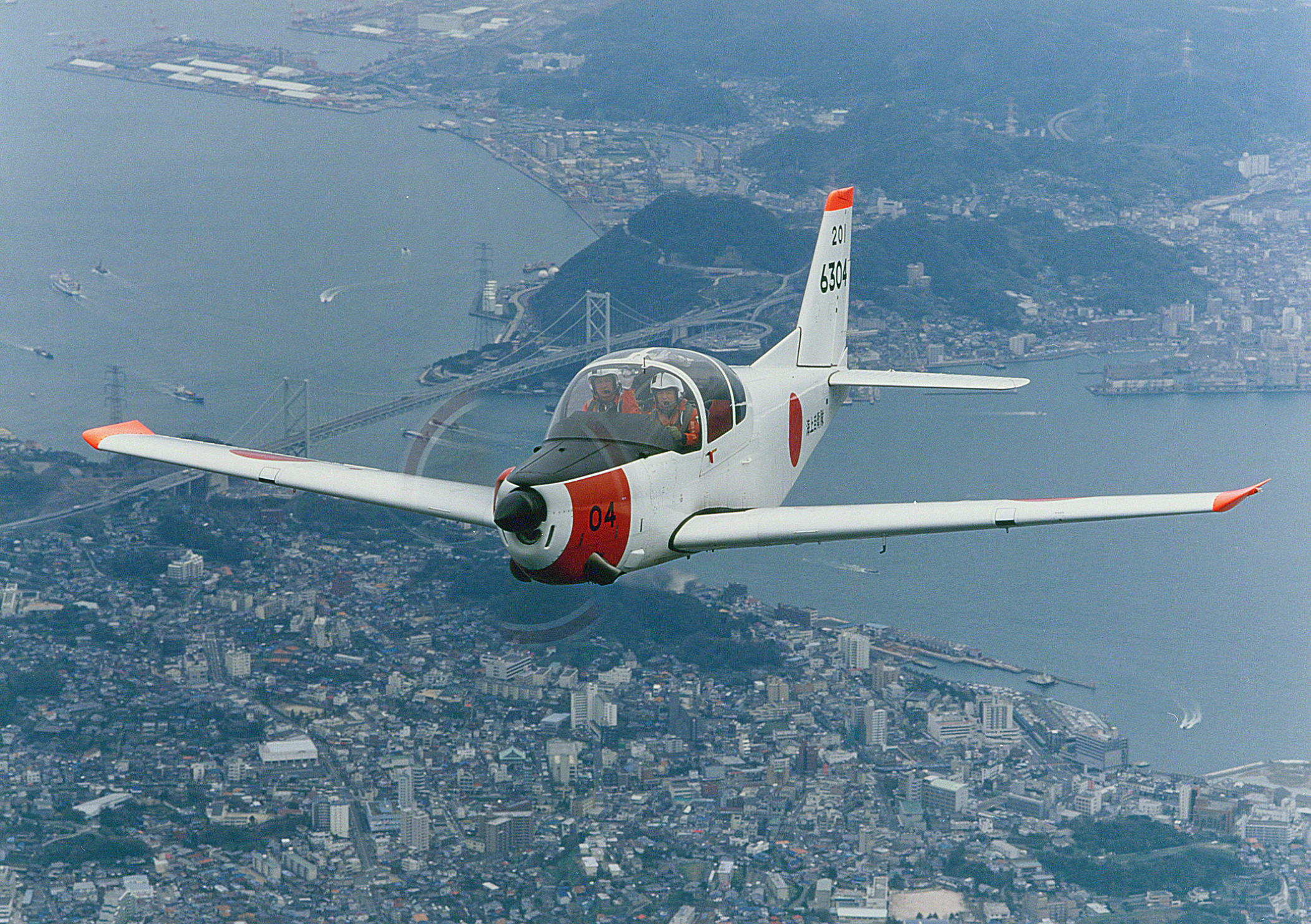
サイド・バイ・サイド配置の例（T-5）

近年ではエアラインパイロットの訓練として、初等訓練の段階から機長と副操縦士の連携を重視した実際の運行状況に近い訓練法『Multi Crew Pilot License（MPL）』が普及している。そのため、ダイヤモンド・エアクラフト DA-40のように小型ながらも操縦席のキャパシティに余裕があり、実用機に近いグラスコックピットを採用した練習機が選択されている。
シーラス社のSRシリーズは、従来と大きく変わらないサイズの機体ながら、実用旅客機なみのオートパイロット機能やキーボードコントローラーなどを搭載しており、早い段階からエアライン機の運航を想定した訓練ができる。そのため、航空大学校をはじめ、エミレーツ航空や全日本空輸を含むスターアライアンス加盟航空会社のパイロット訓練を請け負うルフトハンザドイツ航空のルフトハンザ・アビエーション・トレーニングなど各社に導入され、エアラインパイロット養成の初等訓練機としてのシェアを拡大している。
なお、領空が狭く訓練空域が確保できない国や天候が不安定で訓練飛行に危険が伴う国は、練習機の保有はしないか小規模に留め、海外（アメリカなど）に飛行訓練を委託している。前者の1つであるシンガポールはオーストラリア、フランス、アメリカなどに練習機部隊を派遣して訓練を行っている。後者の1つであるドイツはかつては自前の練習部隊を保有していたが、近年はアメリカ空軍に候補生を派遣して練習を委託している（使用する練習機はアメリカ空軍と同じだがドイツ空軍所属）。ルフトハンザドイツ航空もアリゾナ州フェニックスにアリゾナ航空トレーニングセンターを開設している。ヨーロッパにはこのような国が多いため、カナダ空軍ではNATO加盟国軍のパイロットを合同で育成するNFTC(NATO Flying Training in Canada)が実施されている。

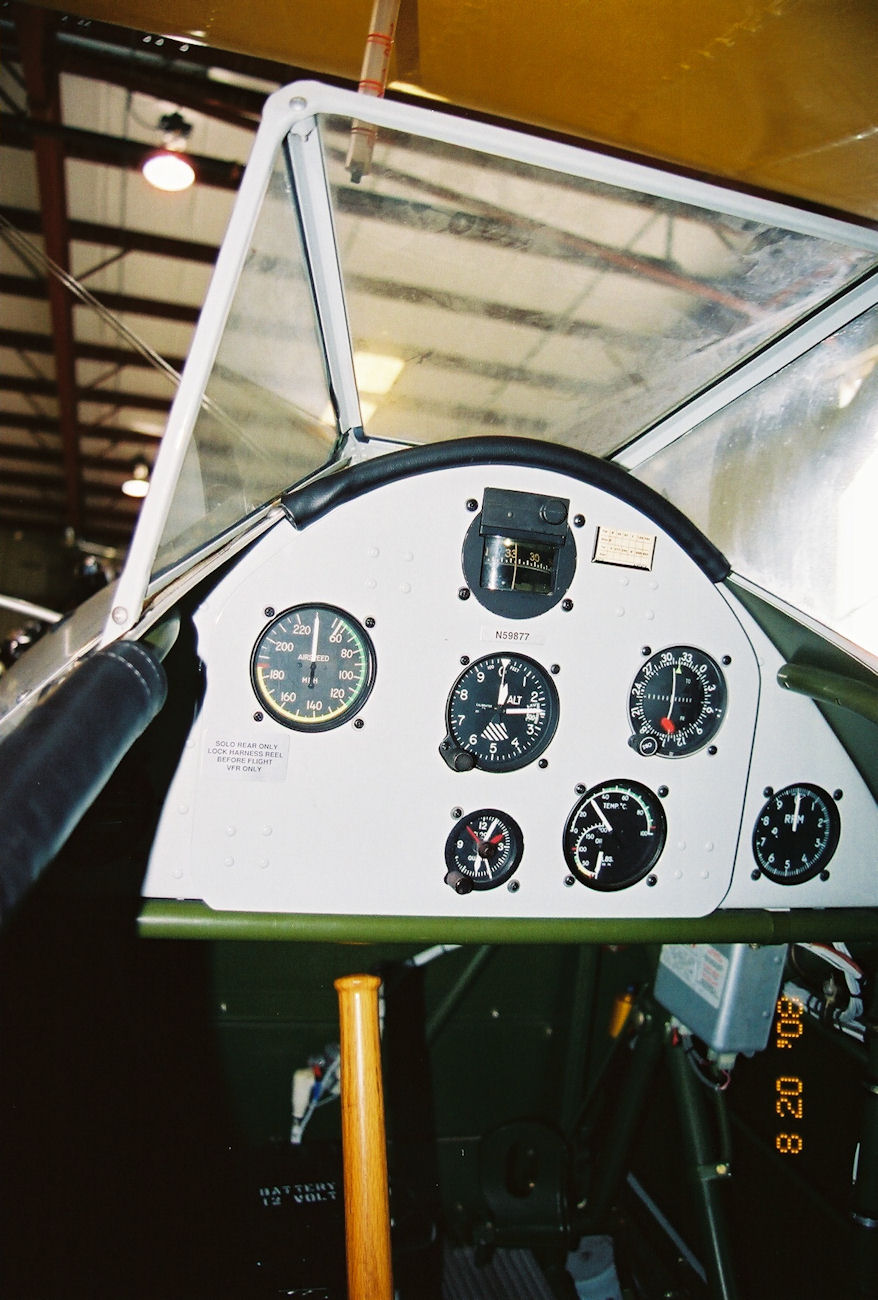
最小限の計器のみを配置したボーイング・ステアマン モデル75の前部操縦席。
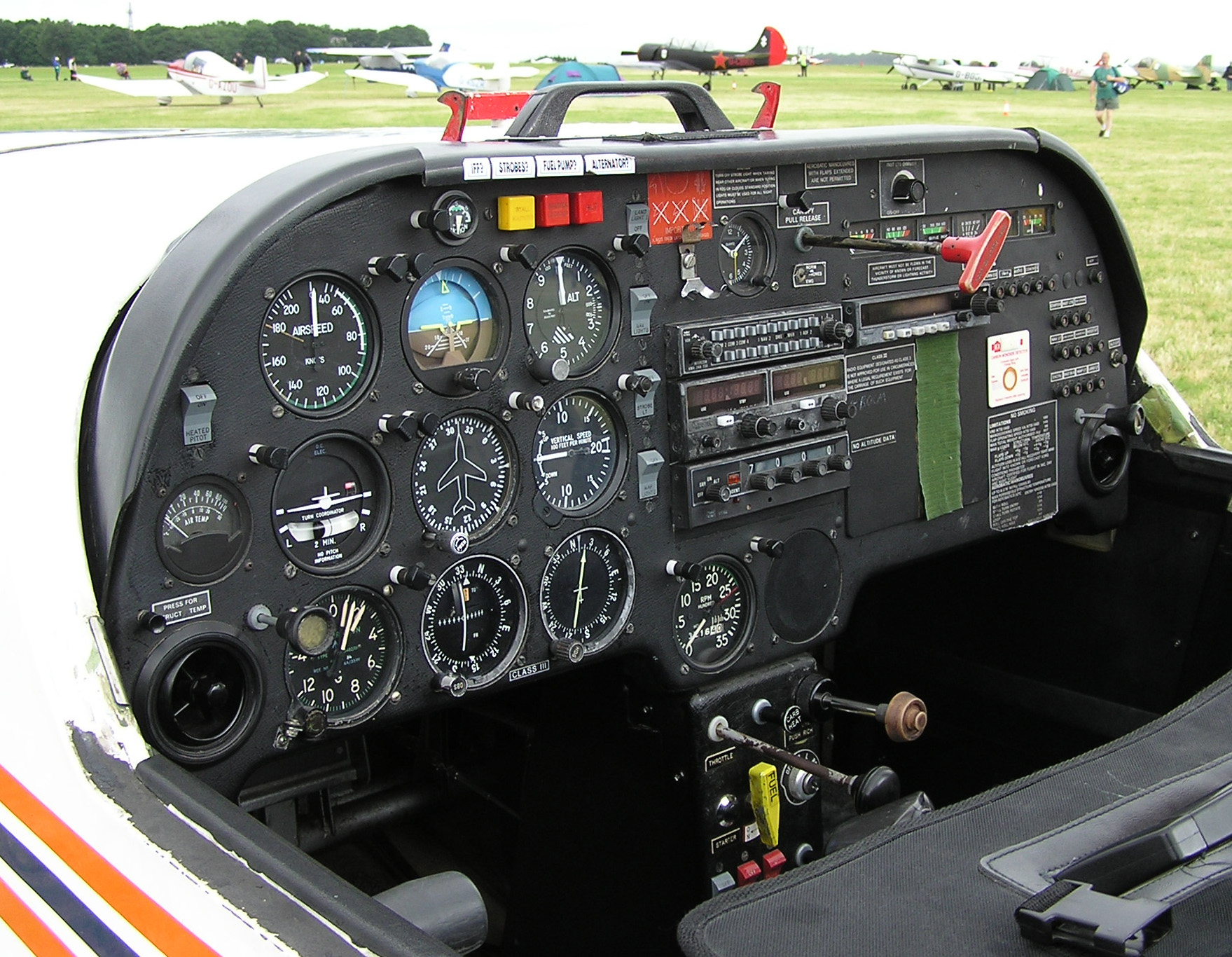
T67 ファイアフライの操縦席。左席側に主要な計器が集中している
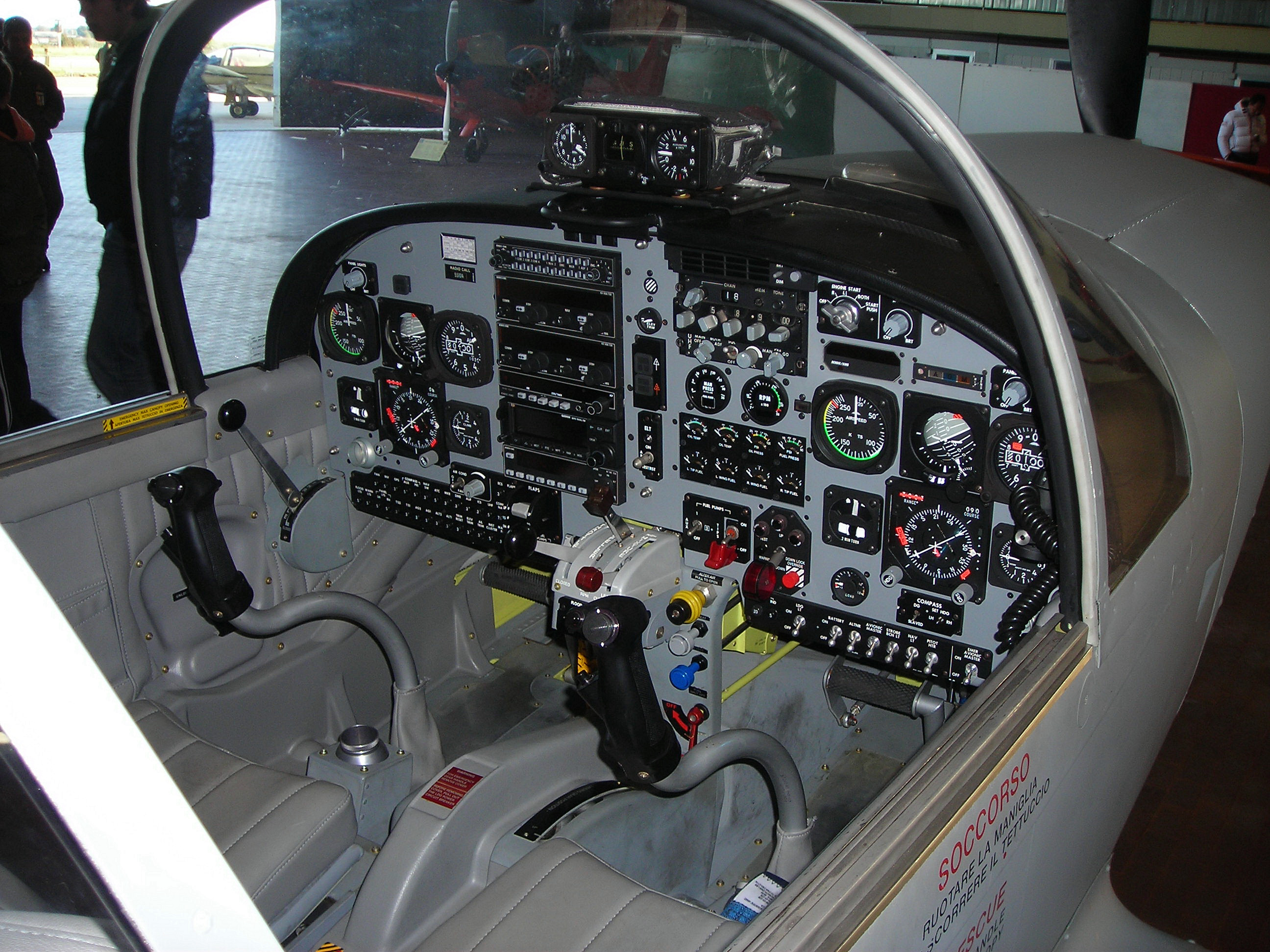
SF-260の操縦席。右席側にも主要な計器を搭載し、通常とは逆にエンジン関係の計器は右側、無線機は左側に配置している。

## 軍用練習機

### 初等練習
全く操縦経験が無い者に対する訓練で、自家用操縦士の資格取得に相当する。
初等練習機は不慣れな訓練生の操縦に対応した設計が求められる。この段階では頻繁な指導が必要であり、また訓練生の将来の適性も不明であるため、初心者のそばでアドバイスしやすくまたミスをフォローしやすいサイド・バイ・サイド配置が主流である。訓練生と教官の2名だけか、後部に補助席を追加した小型機が多い。
かつては安定性を重視し、実用機では単葉機への移行が進んだあともあえて複葉機を使用することも多かった。現代でも安定性や下方の視界を確保するため、単葉でも高翼式やパラソル式を採用した機体もある。
この段階では高度なアビオニクスの操作は必要ないため、基本的なアナログ計器が見やすいように配置された伝統的なレイアウト（ベーシックT）の計器類が主流である。エンジンは整備しやすく安価なレシプロエンジンが主流だが、軍用ではジェット機・ターボプロップ機やヘリコプター（ターボシャフトエンジンが主流）などと燃料を統一するため、低出力のターボプロップエンジンにさらにリミッターをかけて運用することもある。また環境規制により有鉛の航空用ガソリンに対する税金が上昇しているため、ジェット燃料が使える航空用ディーゼルエンジンの採用は民間や官公庁でも例がある。これは、ディーゼルエンジンの弱点である高高度（すなわち低温・低気圧下）の性能や信頼性、およびエンジン（重量あるいは容積あたりの）出力などといった要素は初等訓練用の比較的簡素な機体ではもとよりさほど重視されていないため、とくに低出力域ではタービンエンジンより燃費に優れるレシプロエンジンでありながら、しかも他の主要機材とも燃料を共用できるというディーゼルエンジンのメリットが大きくなるからである。速度性能・空力特性をはじめとした高いカタログスペックを必要としない一方で、未熟さゆえの荒い操縦や頻繁なタッチアンドゴーに耐えるための信頼性・耐久性や、機体の簡素化・単純化による取得・運用コストの低減が重視され、固定翼の飛行機では固定脚が、ヘリコプターでは固定式のスキッドが多く採用されている。訓練用途専任の機体では長い航続距離も求められないため、燃料タンクも小さい機体が多い。
軍隊では地上からも視認されやすくするため、よく目立つ色に塗装される。かつてはオレンジや黄色が多かったが、現代では塗装コストを減らすため、白地に視認性の高いラインを入れることが多い。
過去に製造された代表的な機種としてボーイング・ステアマン モデル75、デ・ハビランド タイガーモスなどがあり、これらは曲技飛行能力も備えている。現代でもグロプ G 120など軍用に開発された初等練習機は曲技飛行が可能にされているほか、SF-260やT67 ファイアフライのような曲技飛行能力を備えるスポーツ機が転用されることもある。練習専用ではないが、セスナ 172やビーチクラフト ボナンザ、ロビンソン R22などの軽飛行機や小型ヘリコプターは求められる性能を満たしながら低価格であるため、基本的に曲技飛行を訓練する必要がない民間では練習機として広く利用されている。ボナンザの派生形であるT-34のように、頑丈な造りの民間向け軽飛行機をベースに軍用練習機として開発された機種も多い。
実用ジェット機の黎明期には初等練習の段階からターボジェットエンジンを搭載したT-37、フーガ・マジステールなどを使用した国もあったが、初等訓練では飛行適性を欠いた者をふるい分ける過程も存在するため、その目的でジェット機を用いるのはコスト高と墜落リスクおよび訓練生への負担増があり、あらかじめ軽飛行機による飛行適性検査を行うようになった。
アメリカ空軍は2024年にはセスナ172等を用いた自家用操縦士免許の取得や計器飛行などを民間航空学校で行うプログラムとなった。

### 計器飛行・航法訓練
かつて計器飛行に対応した航法装置が小型化されていなかったため、地上で模擬訓練を行うか、航法装置を搭載した中型・大型機に複数人が乗り込んで航法士の席で訓練を行っていた。また、古典的な天測航法も重要であったため、大型機には機体上面に天測窓が設置されており、同時に天測航法の訓練も行っていた。
現代では航法装置の小型化により、小型の練習機にも搭載できるため、対応した練習機を利用する。また天測航法やアナログ計器とフライトコンピューターを併用する伝統的な推測航法の訓練より、各種の電波航法装置やオートパイロットシステム、グラスコックピットの操作など複雑化したアビオニクスの訓練に時間が割かれるようになっている。計器飛行の訓練はサイド・バイ・サイド式の場合は視界を制限するバイザーやゴーグルを訓練生に着けて、タンデム式の場合はフードで視界を遮った後席から訓練生が操縦する形で行う。
ヘリコプターでは計器飛行訓練が行えないため、まず固定翼機で計器飛行訓練を経てからヘリコプターに移行するのが一般的であった。現在ではEC 135など計器飛行に対応した機種が登場したことで、最初からヘリコプターで訓練することも可能になっている。
ビーチクラフト モデル 18にはアメリカ陸軍航空隊（アメリカ空軍の前身）向けとして、機体上面に天測窓を追加した『AT-7 ナビゲーター』が製造された。

### 基本（中等）練習
基本（中等）訓練は、民間の事業用操縦士の資格取得に相当する。
基本（中等）練習機は編隊飛行などより高度な訓練を行うため実機に近い特性の機体が選ばれ、現在では低性能のジェット機あるいはジェット機に操縦特性を似せた高性能ターボプロップ機が用いられる。後者の場合は初等練習機を兼ねることも多いが、エンジン出力が700～1,600馬力ほどと単葉レシプロ戦闘機並に高く初心者が容易に扱える機体ではないことから、飛行適性検査はやはり軽飛行機で行うようになっている。戦闘機パイロットの養成ではより実機の戦闘機に近いタンデム配置の機種が利用される。軽武装が可能な機体も多い。
現代の代表的な機種としては、ジェット機ではT-4やL-39、JL-8 カラコルム、ターボプロップ機ではピラタス PC-9とその派生型 T-6 テキサンIIや、エンブラエル EMB-312、ピラタス PC-21などがある。
大型機パイロットの訓練には主に双発機が用いられ、ビーチクラフト バロンのような双発軽飛行機や、ビーチクラフト キングエアなど比較的小型のビジネス機や軽輸送機が利用される。アメリカ空軍で使用されるT-1やその航空自衛隊仕様にあたるT-400も、ビジネスジェット機のホーカー 400を改造したものである。
ヘリコプターではこの段階から実機を使うことが多い。

### 高等練習
戦闘機のパイロットを目指す本格的な課程に進む場合は、高等練習機ないし戦闘機の複座型において基本的な戦闘訓練などを行う。この段階から機体塗装がより実戦的なものになることが多い。
第二次世界大戦中はT-6 テキサンが、ジェット機が登場してからはT-33が高等練習機として広く普及した。超音速時代に突入したばかりのころは、超音速飛行は音速以下の飛行とは隔絶した差があると考えられており、戦闘機にかなり近い性能もしくは実機の戦闘機・攻撃機の派生形である超音速練習機（T-38（F-5戦闘機の姉妹機）、T-2（のちT-2をもとにF-1支援戦闘機が造られた）、ジャギュア）を用いる国もあった。しかし現在では超音速飛行とそれ以下の速度での飛行にそれほどの差はないと認識されたため、最高速度が高亜音速～遷音速域にとどまる亜音速機が主流である。その場合、基本ジェット練習機とはスペックも似通ってくるため、両者の区別はやや曖昧となり、基本ジェット練習機を兼ねることもある。
現代の代表的な機種としてはアルファジェット、ホークなどがある。近年はピラタス PC-21のように高出力のターボプロップ機で基本練習から高等練習までを担当させる試みがみられる。
実機に近い性能を有することから、高等練習機も武装できるものが多い。さらに単座化して本格的な攻撃機に発展させる（F-1、ホークMk200など）場合もあるが、単座化して専任機としたところで「練習機に毛が生えた」程度の性能にしかならず、軽攻撃任務程度ならわざわざ単座化しなくとも十分に果たせるため、あまり広まってはいない。
大型機パイロットの訓練では実機に乗り、パイロット以外の乗員（航空士）を目指す訓練生と一緒に訓練を受ける。

#### 戦闘機の複座練習機型
戦闘機の性能向上が進み、ジェット機が登場した第二次世界大戦終盤頃から、単座戦闘機への転換訓練用に教官席を増設した練習機型が製造されるようになった。教官席の増設に伴い機内燃料搭載量が減少したり一部装備（機銃やレーダーなど）を省略・廃止することはあれど、機体性能そのものに大きな変化はなく、単座機と同様に武装すれば実戦投入できる機体が多い。ここからさらに専用の複座戦闘爆撃機・マルチロール機などへ発展することもある（F-15E、ミラージュ2000N/D、Su-30など）。また上述したように、最高等の練習機として使用されることもある。
最初から複座型のみの戦闘機では小改造もしくは無改造で練習機に転用できる機体もある（F-4、F-14など）。
なお、爆撃機や偵察機にも、キャンベラやIl-28のように操縦士が1名の機種や、U-2やSR-71のように操縦が難しく習熟が必要な機種には練習機型が用意されたものがある。

#### LIFT機
近年は戦闘機のアビオニクスが高度化しているため、その操作に慣れて効率よく作戦機に移行できるよう、現代の戦闘機に近いアビオニクスや兵装運用の訓練能力を持つLIFT機（リフト機、Lead-in fighter trainer, 戦闘機前段階練習機の略）という高等練習機が登場している。実際にレーダーFCSを搭載したものもあれば、データリンクを利用してレーダー操作をシミュレートできるものもある。
代表的な機種として、T-38ジェット練習機の後継となるT-Xプログラムにて2018年にアメリカで選定されたボーイング T-7Aをはじめ、M-346マスター、TA-50などがある。

### 機上作業練習機
かつては航法や通信機器の操作が複雑なため、大型機では専任の航法士や無線員が担当していたが、戦闘機のような単座機では操縦士が操縦と並行して行う必要があった。これらの技能の習得には時間がかかるため、航法、無線、爆撃、射撃などの専門訓練と緊急時の対応訓練を行う機上作業練習機が用意されていた。
現在は航法や無線に関する操作は機器の進化により簡素化され、これらの訓練は操縦訓練と並行して行われる。一方で、爆撃機や哨戒機などといった大型機に乗る操縦士以外の乗員（航空士）が機内作業に習熟するため、内部に実機と同等の装置を搭載した訓練機は現代でも利用されている。
日本海軍の白菊は機上作業練習機として導入されたが、後部のスペースが広く使い勝手が良いため近距離輸送、連絡、哨戒、特攻など様々な任務に転用された。
ビーチクラフト モデル 18にはアメリカ陸軍航空隊向けとして、爆撃機の射撃手や爆撃手の訓練のため爆撃手席や透明張り出し、胴体下に爆弾架を追加した『AT-11 カンザン』が製造された。
YS-11の派生形として、海上自衛隊向けに哨戒機の航空士を養成するための哨戒機材を搭載した『YS-11T-A』が製造された。

### 各国軍の練習機の例
| 軍                 | 初等練習機                            | 基本練習機                            | 高等練習機       |
| ------------------ | ------------------------------------- | ------------------------------------- | ---------------- |
| 航空自衛隊         | T-7                                   | T-4                                   | T-4              |
| アメリカ空軍       | 民間航空学校に委託（セスナ172等）     | T-6                                   | T-38             |
| アメリカ海軍       | T-6（初期の適性検査に軽飛行機を使用） | T-6（初期の適性検査に軽飛行機を使用） | T-45             |
| イギリス空軍       | プリフェクトT1                        | T-6                                   | ホーク           |
| フランス航空宇宙軍 | グロプ G 120                          | PC-21                                 | アルファジェット |
| イタリア空軍       | SF-260EA                              | MB-339 M-345A                         | M-346            |
| 台湾空軍           | T-34C                                 | AT-3/T-BE5A                           | AT-3/T-BE5A      |
| ロシア航空宇宙軍   | Yak-52                                | L-39/Yak-130                          | L-39/Yak-130     |
| 中国人民解放軍空軍 | CJ-6 CJ-7                             | JL-8                                  | JL-9 JL-10       |

## その他の訓練手段

### フライトシミュレータ
第二次世界大戦で大々的に使用されたリンクトレーナー（別名：Blue box）以降、フライトシミュレータは計器の配置や機体の特性を把握した後、実機の訓練に移行することで無駄な飛行時間を減らし燃料代と訓練時間を抑える目的で使われている。
コックピットが覆われていないタイプでは教官が横からアドバイスできるため、単座機やタンデムでもサイド・バイ・サイドのような指導が可能である。
軍隊などスケジュールが決まっている組織では、天候不良や点検などで飛べない時間を利用して訓練を行うことができる。
緊急対応訓練では『離陸直後に全エンジン停止』『飛行中に操舵不能』など実機では再現が難しい訓練でも、乗員や機体を危険にさらすことなく反復練習が可能である。また航法訓練では長距離かつ複雑な航路を辿るなど、燃料代がかさむ長時間飛行を低コストで行えるなどメリットが大きい。
現在は、研究開発費・製造費はもとより飛行および維持管理のコストも高額になりやすい新鋭戦闘機のなかには、練習機を兼ねる複座型を用意せずフライトシミュレーターで代用する機種も存在する（F-22、F-35）。特にF-35ではフライトシミュレータに実機と同じソフトウェアを搭載し、武装の使用を含む全ての訓練が可能なフルミッション・シミュレータ（FMS）が用意されている。

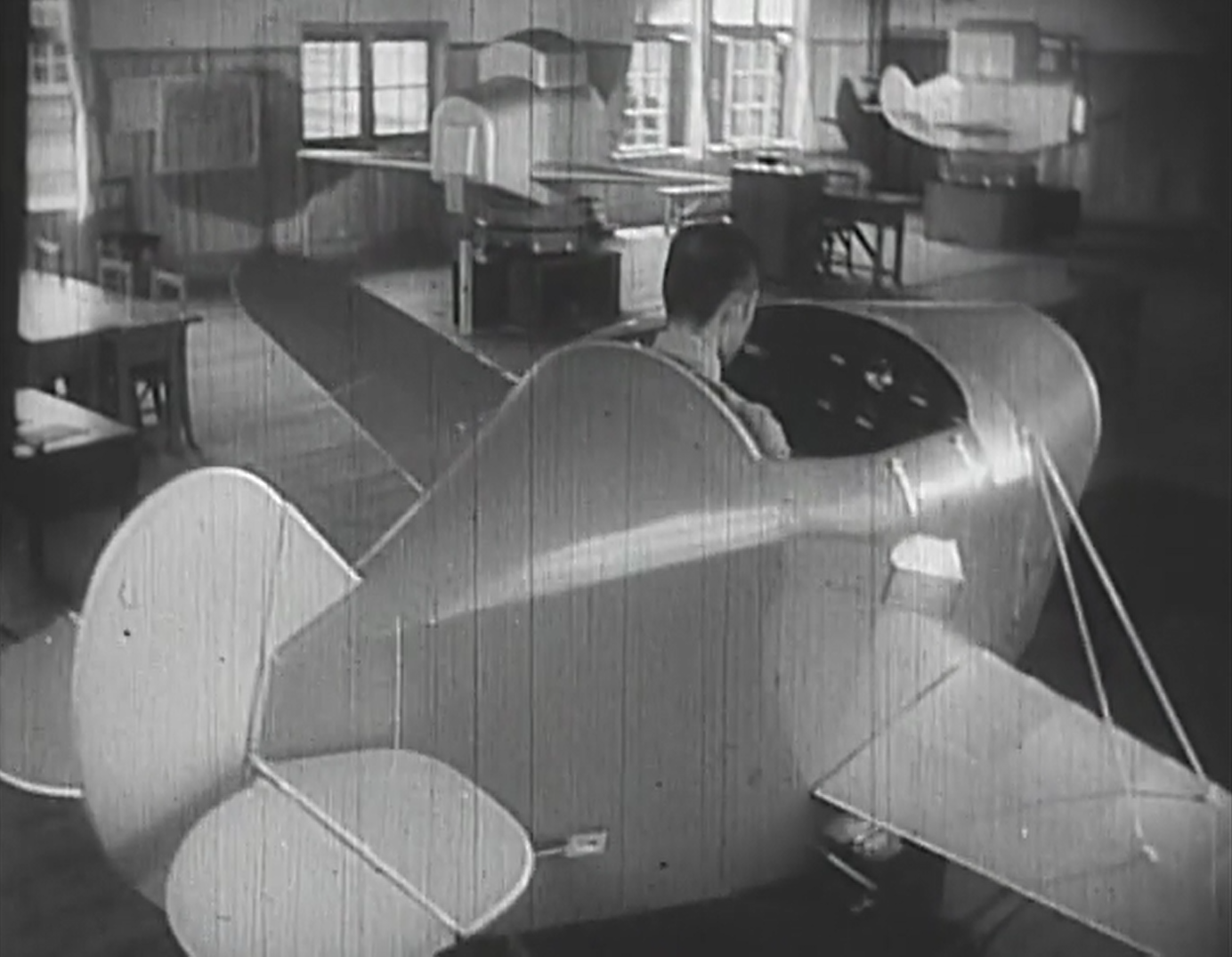
リンクトレーナーを使った陸軍少年飛行兵の適性検査（1942年）
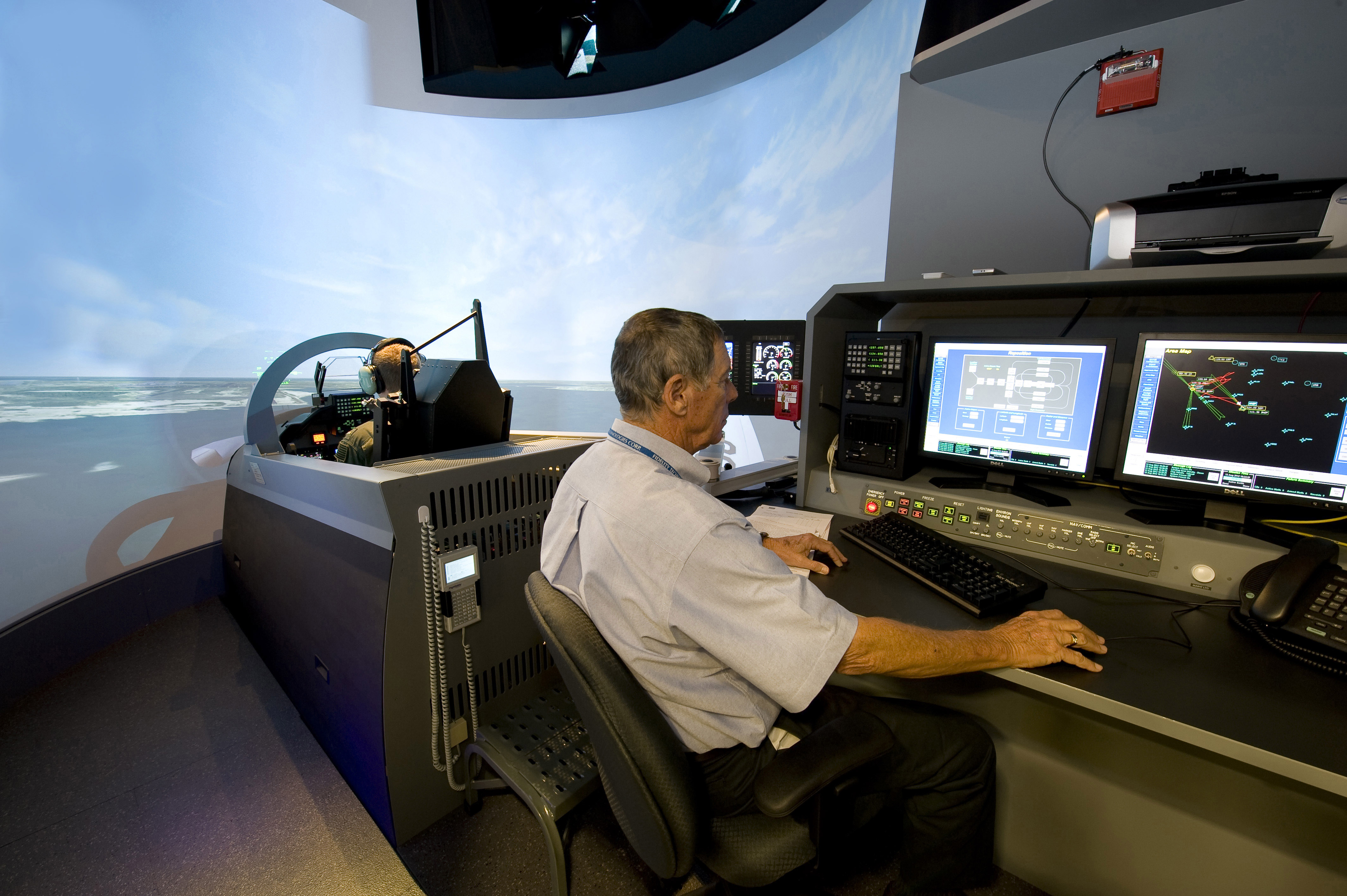
タンデム配置の練習機（T-6B）のフライトシミュレータ。コックピットが開放されている。
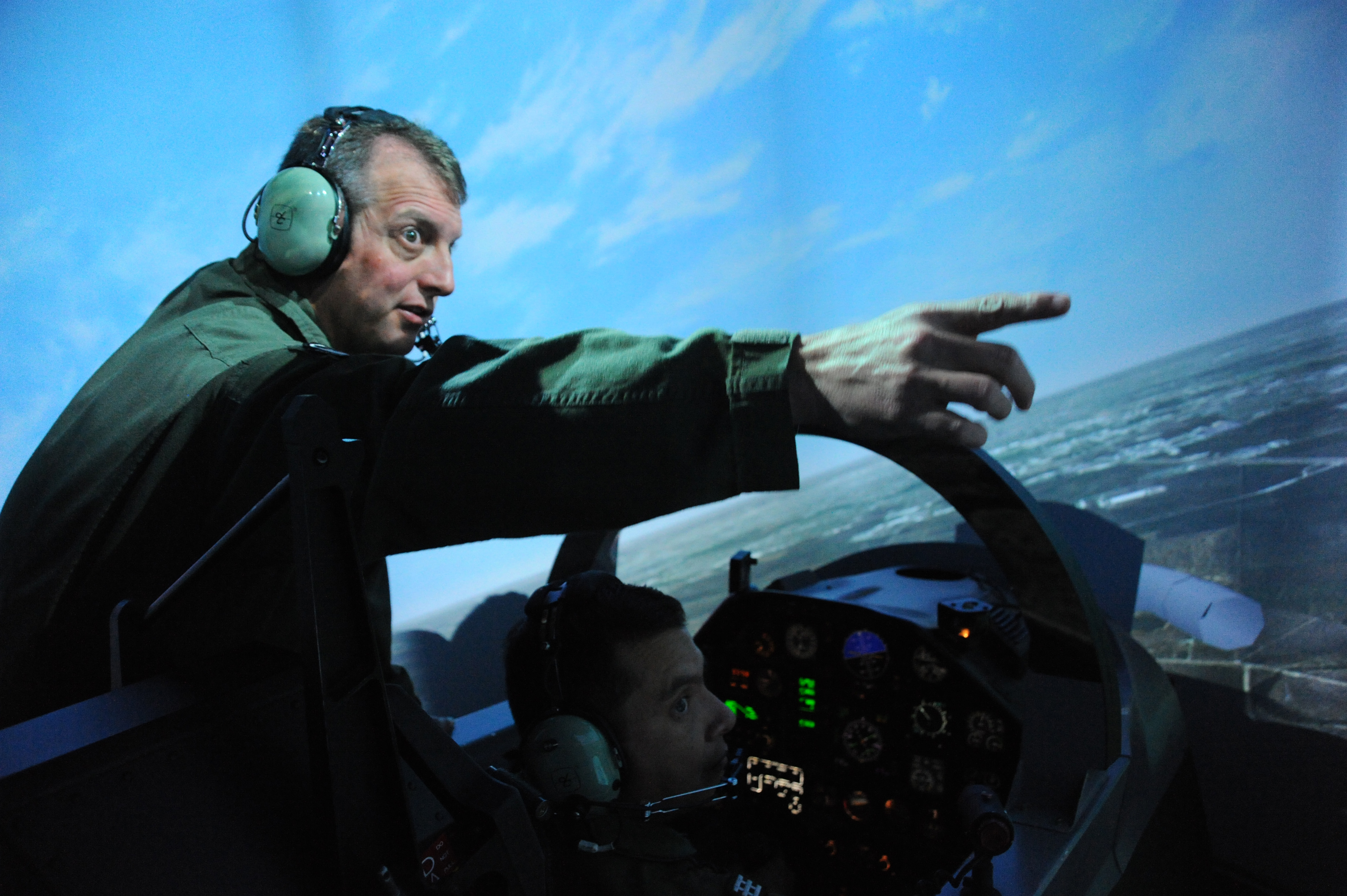
T-6Bのフライトシミュレータ。コックピットの横から指導する教官。

### グライダー

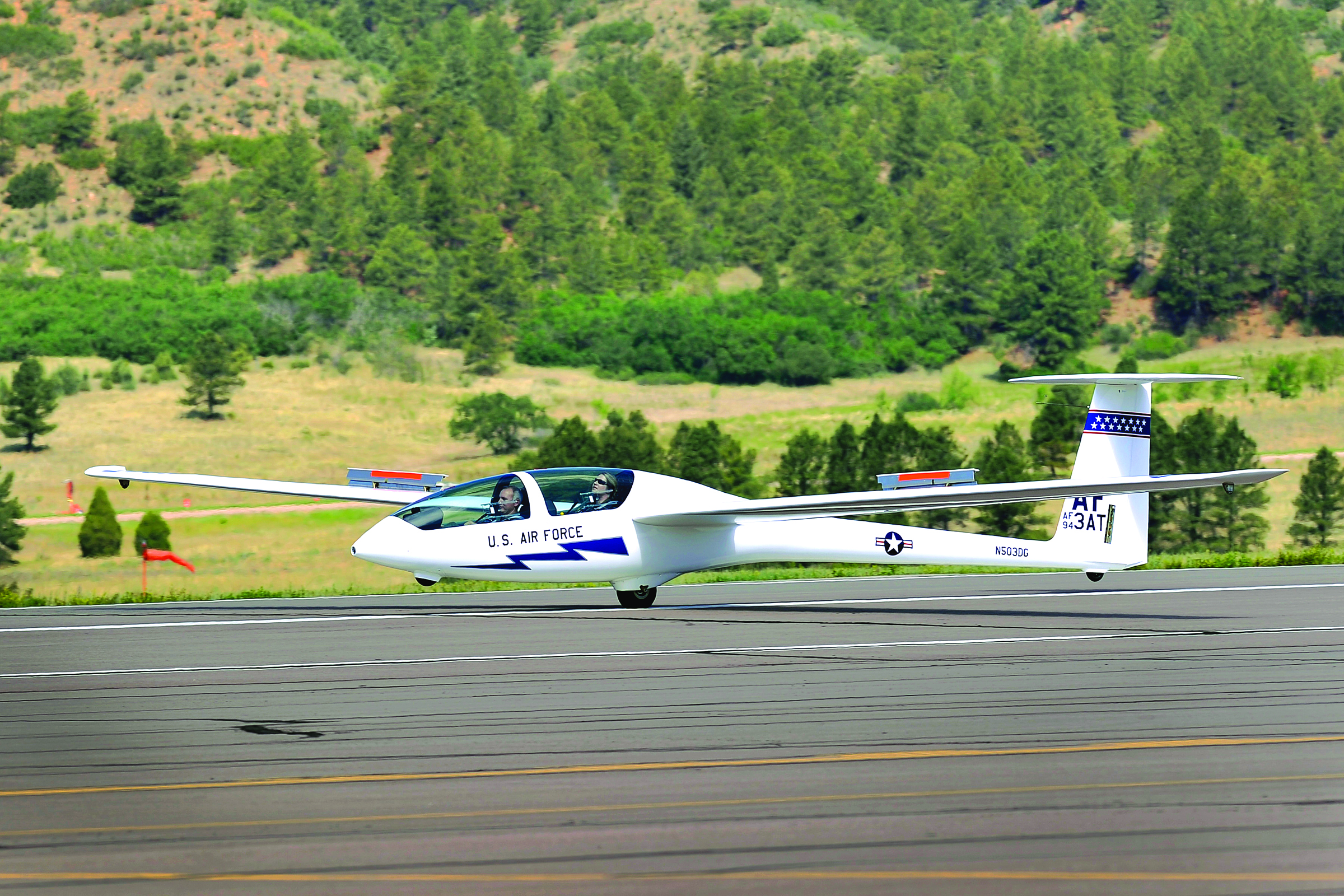
アメリカ空軍士官学校で運用されているTG-16

初等訓練では安価で低速なグライダーが用いられることもある。
ライト兄弟はライトフライヤー号の前に操縦系統の開発と操縦技術を確立するためライトグライダーを製作し訓練を重ねた。
現代のパイロット志望者は少年時代からグライダーのクラブで操縦感覚を掴み、モーターグライダー、飛行機とステップアップすることが多い。軍隊でもかつてはグライダー課程が初等練習だったが、現代の先進国では最初から初等練習機を使用する。ただ、士官候補生向けには最初等訓練をグライダーで行う所もある（アメリカ空軍士官学校、イギリス空軍の義勇グライダー飛行隊(VGS)など）。
近年では小型のエンジンや電動機でも飛行に十分な出力が確保できるため、モーターグライダーでも飛行機並の動きが可能となっている。インド空軍では初等練習の一部をモーターグライダー（ダイヤモンド HK36）で行っている。
防衛大学校では航空機の運用全般を学ぶための教材として、飛行機よりも低コストなグライダーを利用している。

### 超軽量動力機
中華民国空軍など、初等練習の一部を超軽量動力機で行う軍隊も存在する。

### イメージトレーニング
離着陸の手順を把握する訓練として、地上に描いた滑走路（に見立てた線）を目印に歩きながら一連の手順を復唱するなど、地上でのイメージフライト（イメージトレーニング）はフライトシミュレータより安価ながら効果が高いため現代でも行われている。
教官が模型を使って航空機の機動を示す方法は、安価で多数の訓練生に解説できることや複雑な動きを細かく解説できるため練習機に乗る前だけでなく、空中戦闘機動、救難時のアプローチ方など高等訓練にも利用されている。操縦桿と手で持った模型の姿勢を一致させる訓練も行われている。

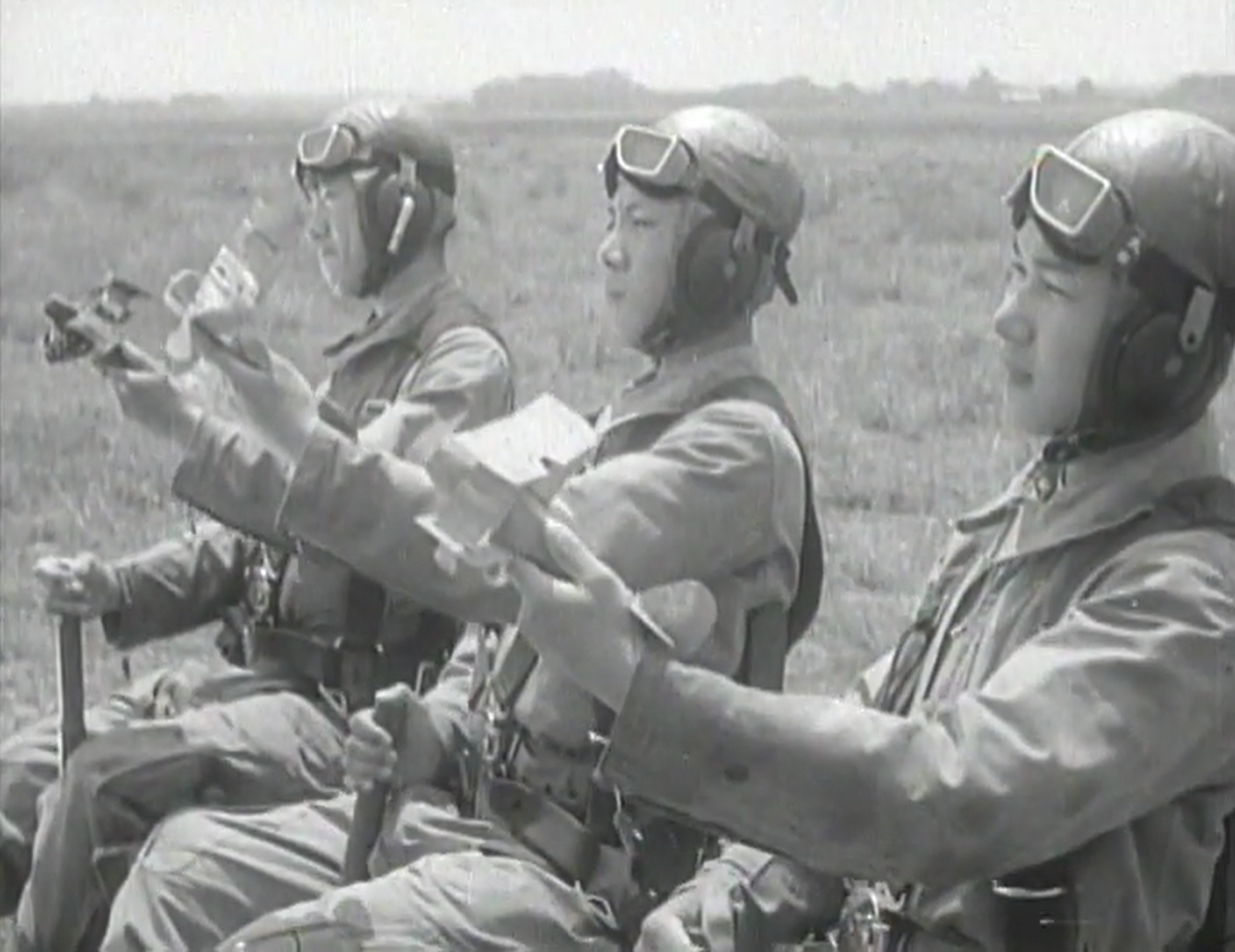
陸軍少年飛行兵の訓練。右手で握った操縦桿と左手に持った飛行機の模型の姿勢を一致させる。
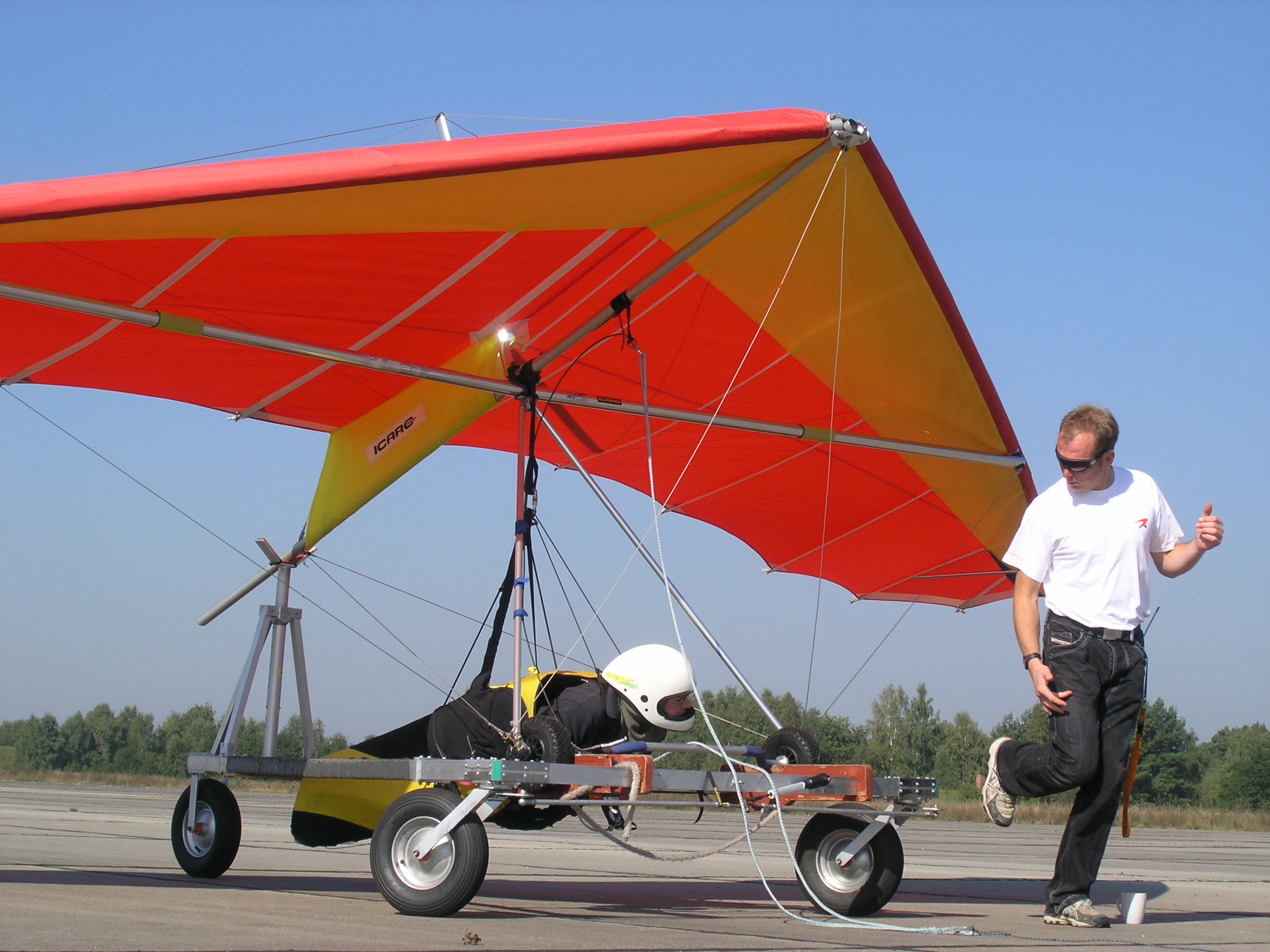
ハンググライダーの地上訓練。台車に乗せて体の動かし方を指導している。

## 航空機以外の練習機
大型船舶のクルーは座学修了後に航海練習船に乗り込んで実習を受ける。小型船では座学修了後に小型のモーターボートで実地試験を受けてライセンスが交付される。
車両は座学修了後に教習車に乗って閉鎖区間（自動車教習所）で基本的な運転を練習した後、公道で実地教習を受け検定に合格するとライセンスが交付される。
宇宙船では操縦することが稀であるためスイッチの位置を把握するプロシージャートレーナーの利用が一般的である。ただしアポロ月着陸船では着陸時の挙動を研究するためLunar Landing Research Vehicleが開発された。この研究結果を踏まえて宇宙飛行士の訓練機「Lunar Landing Training Vehicles (LLTV)」が開発され地上で訓練が行われた。またスペースシャトル・オービターは特異な操縦特性を持ち着陸をやり直せないため、NASAでガルフストリーム IIを改造したシャトル訓練機での着陸訓練を行っていた。

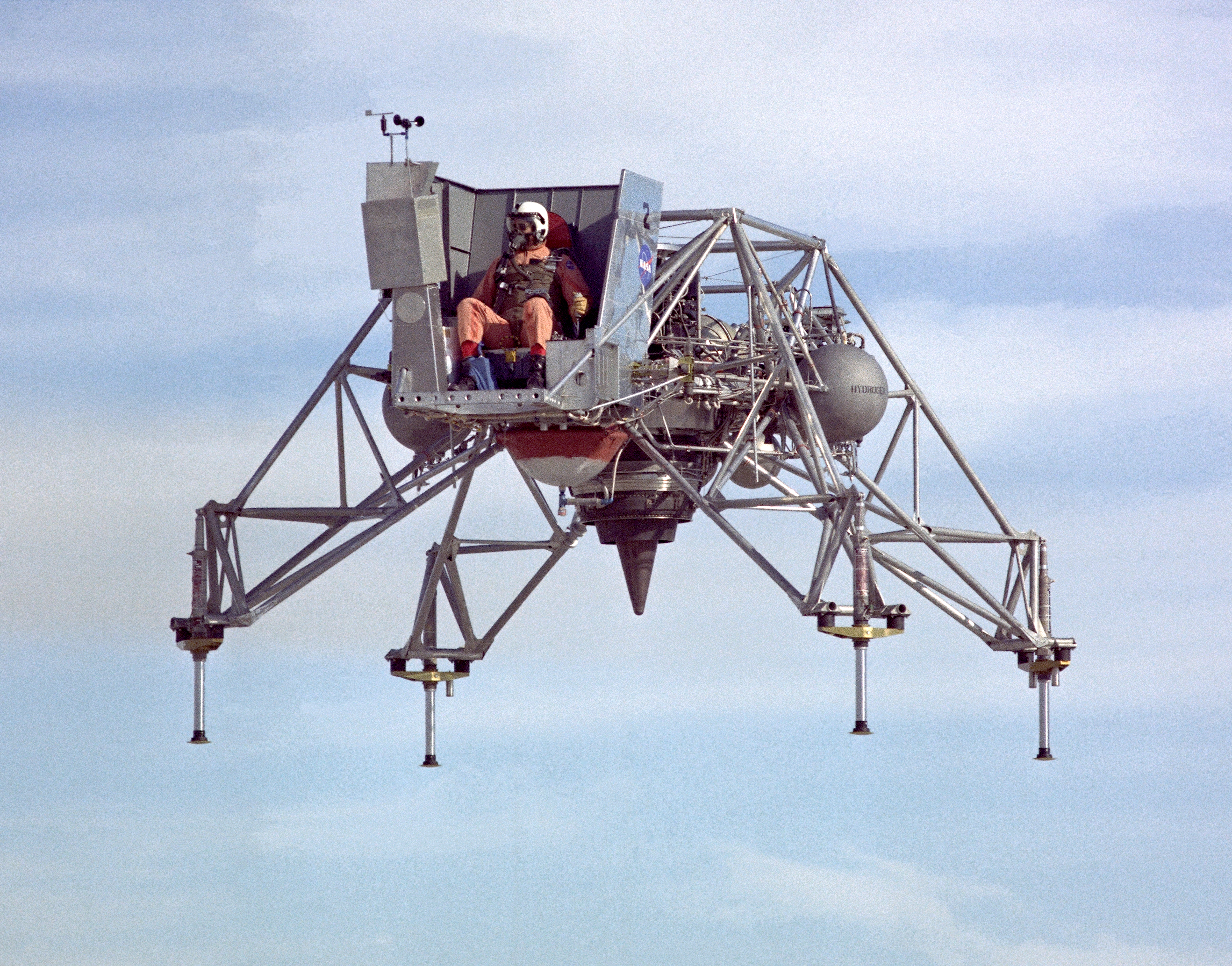
LLTV（2号機）による訓練
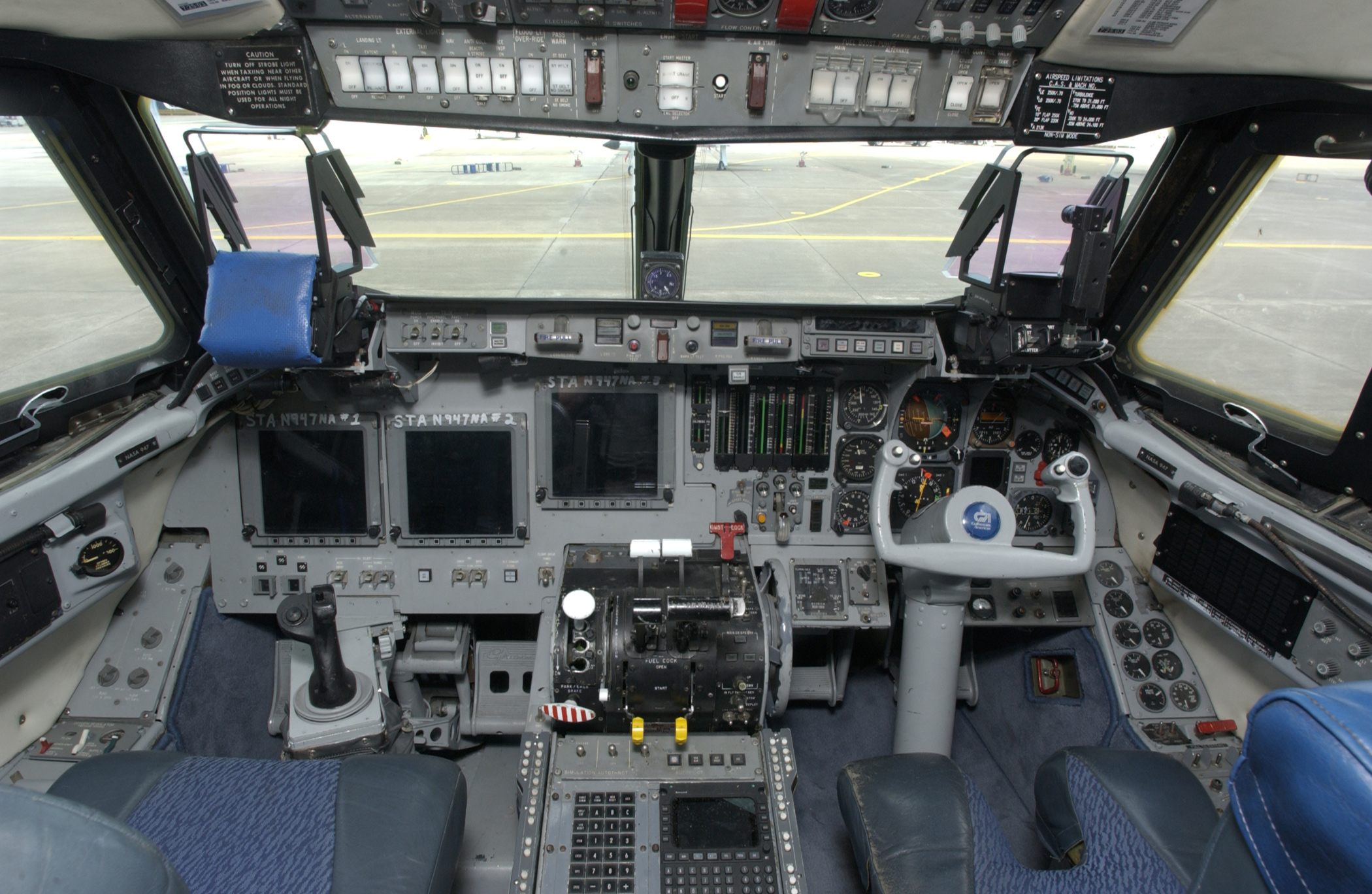
シャトル訓練機のコックピット。左席はオービターの操縦席と同じレイアウトになっている。